# Sergio Pérez Anagnostou
Sergio Pérez Anagnostou (Madrid, 15 settembre 1979) è un ex cestista e dirigente sportivo spagnolo.

## Palmarès
- Copa Príncipe de Asturias: 2

Fuenlabrada: 2005
Murcia: 2006